# تاكومي هاما
تاكومي هاما (باليابانية: 濱託巳) هو لاعب كرة قدم ياباني في مركز الوسط، ولد في 11 سبتمبر 1996 في شيزوكا في اليابان. لعب مع Azul Claro Numazu ‏.

## وصلات خارجية
- تاكومي هاما على موقع رابطة كرة القدم اليابانية للمحترفين (اليابانية)
- تاكومي هاما على موقع قاعدة بيانات كرة القدم.إي يو (الإنجليزية)
- تاكومي هاما على موقع Soccerway.com (الإنجليزية)